# Bulletstorm
Bulletstorm (с англ. — «Ураган пуль») — компьютерная игра, шутер от первого лица. Разработчики — People Can Fly и Epic Games. Издатель — Electronic Arts. Игра вышла 22 февраля 2011 года для платформ PlayStation 3, Xbox 360 и PC.
Кроме стандартного издания Bulletstorm есть коллекционное (стоимость на момент выхода — 60 долларов). Его обладатели первыми получили доступ к бета-тестированию игры Gears of War 3, которая вышла только на Xbox 360.
Локализация русской версии игры реализована только через субтитры.

## Сюжет
Действие игры происходит в XXVI веке. Главный герой, Грейсон Хант — командир отряда «Мёртвое эхо» (англ. Dead Echo), работавшего на Конфедерацию, ныне спился и стал космическим пиратом. Дезертирство произошло после одной из операций, около 10-ти лет назад, во время которой члены отряда узнали, что все это время убивали для генерала Саррано — главнокомандующего Конфедерацией — невинных людей, у которых были те или иные улики против него. Сам же генерал объяснял солдатам, что те убивали врагов народа, бандитов, преступников и т. д.
Начало событий игры. После серьёзной тактической ошибки пьяного Грейсона — желания протаранить встреченный в открытом космосе корабль Конфедерации «Одиссей» с генералом Саррано на борту, в живых остаётся сам герой и его соратники Релл Джулиан, доктор Уит Оливер и Иши Сато (серьёзно ранен). Для спасения Иши необходима энергоячейка, которую Грейсон и Релл с успехом добывают на планете Стигия, кишащей дикарями, хищными животными и растениями. Ячейка с успехом добыта, но операция на Иши проходит не без недостатков: в дальнейшем ему придётся бороться с модулем искусственного интеллекта, временно захватывающим контроль над его мозгом и несколько раз серьёзно угрожающим жизни главного героя.
Вскоре Грейсон Хант и Иши встречают одну из выживших с «Одиссея» — девушку по имени Тришка Новак. Она нехотя соглашается помочь героям убраться с этой опасной планеты при условии, что они помогут ей спасти генерала Саррано. Грейсон утверждает, что военный виновен в смерти её отца, но не уточняет, что сам имел к убийству этого честного журналиста самое непосредственное отношение. Саррано сталкивает Тришку с небоскрёба после того, как при встрече она обвиняет его в случившемся 10 лет назад.
Затем генерал Саррано приказным тоном просит Грея и Иши пробраться к «бомбе ДНК», которая якобы может уничтожить всю жизнь на планете, если её не деактивировать. Как выясняется в ходе продвижения к бомбе, планета использовалась подчинёнными Саррано для экспериментов, и более того, на Стигии использовался рабский труд заключённых. Это и погубило местную цивилизацию: заключённые разрушили щиты против радиации и всё население превратилось в мутантов — тех самых дикарей, с которыми всё это время и сражался Грейсон. После работы с бомбой Грей узнаёт, что Саррано на самом деле активировал её руками героев. От начавшегося пожара и разрушений Ханта и его напарника спасает Тришка, которая выжила после падения с небоскрёба. Воссоединившаяся тройка отправляется убить Саррано, пока он не улетел с планеты на спасательном корабле. Добравшись до него после сложного боя с охраной, Тришка узнаёт, что именно Грейсон Хант и его команда «Мёртвое эхо» убила её отца. В ходе начавшегося спора Саррано взламывает киборга Иши, но Грею удаётся в последний раз за игру заставить человечную сторону Сато вернуться к жизни. Киборг жертвует собой ради спасения друга. Разъярённый Хант тяжело ранит генерала, но Саррано удается отправить Ханта с Тришкой обратно на Стигию на грузовой платформе. Однако в последние секунды до взрыва им удается добраться до спасательной капсулы "Одиссея" и покинуть планету.
После титров игрок узнаёт, что генерал Саррано жив — хотя его подчинённые всё же не смогли восстановить его тело так, как ему хотелось. Более того, Иши Сато тоже жив и произносит "Бог умер" тоном, которым говорит бездушный модуль искусственного интеллекта.

## Геймплей
Игрокам доступно несколько видов оружия (7 в арсенале и 1 пулемёт) и боевых движений. В Bulletstorm есть большое количество так называемых «скилшотов» (англ. skillshot), которые будут обеспечивать сумасшедший геймплей. Система скилшотов награждает игрока за творческий подход к нанесению урона противникам. Больше уникальных скилшотов — больше очков получает игрок. Эти очки можно будет потратить на открытие нового оружия, его усовершенствование, а также на закупку боеприпасов ко всем доступным видам оружия (кроме пулемёта).

## Разработка
В 2008 году компания Electronic Arts подписала соглашение с Epic Games об издании новой игры, разрабатываемой студией People Can Fly.
Название игры стало известно в декабре 2009 года, когда People Can Fly зарегистрировала торговую марку «Bulletstorm».
Дизайнер Epic Games Клифф Блезински (англ. Cliff Bleszinski) должен был анонсировать игру вместе с Gears of War 3 на шоу Late Night with Jimmy Fallon 8 апреля 2010 года. Но анонс был перенесён на 12 апреля, так как в этот день в передаче был другой гость.
Вскоре после этого Клифф Блезински в своём твиттере написал, что на шоу анонсирует две игры.
Однако игра была анонсирована раньше намеченной даты: журнал Game Informer опубликовал обложку майского номера, на которой и была Bulletstorm.
В начале февраля 2011 года в Сети была размещена компьютерная игра Duty Calls: The Calm Before the Storm, являющаяся частью рекламной кампании, проводимой в преддверии выхода Bulletstorm.
23 февраля одновременно с американским релизом шутера от первого лица Bulletstorm, компании People Can Fly и Electronic Arts официально анонсировали первую порцию дополнительного контента.
Gun Sonata DLC включает три новые карты для мультиплеерного режима Anarchy: Sewers of Stygia, Hotel Elysium и Villa. Помимо этого, дополнение принесло с собой две новые карты для режима Echo: Crash Site и Guns of Stygia. Наконец, в пресс-релизе упоминаются два улучшения для хлыста: Flamingo и Pulp. Gun Sonata DLC для Bulletstorm вышел весной по цене $9,99 или 800 MS Points.
В коробочные издания Bulletstorm компания ЕА положила регистрационный код Online Pass, при активации которого вы получаете шесть бонусных карт для режима Echo, а также эксклюзивный хлыст Quicksilver. Те, кто приобретет игру с рук, смогут купить Bulletstorm Online Pass за $9,99 или 800 MS Points.
Средний балл версии игры для Xbox 360 после публикации 20 обзоров, по данным Metacritic, составляет 86/100.

## Отзывы
| Сводный рейтинг       | Сводный рейтинг |
| Агрегатор             | Оценка |
| --------------------- | --- |
| GameRankings          | - X360: 84,55 % - PS3: 84,20 % - PC: 81,69 % - XONE: 80,20 % - PS4: 74,35 %                                                                                   |
| Русскоязычные издания | |
| Издание               | Оценка |
| PlayGround.ru         | 8,4/10 |
| «Домашний ПК»         | [ 13 ] |
| «Игромания»           | 9/10 (сайт) 9/10 (журнал) |
| «Страна игр»          | 9 из 10 звёзд · 9 из 10 звёзд · 9 из 10 звёзд · 9 из 10 звёзд · 9 из 10 звёзд · 9 из 10 звёзд · 9 из 10 звёзд · 9 из 10 звёзд · 9 из 10 звёзд · 9 из 10 звёзд |
| itc.ua                | 4,5/5 |

- VGChartz E3 2010 Game of the Show Awards — лучший FPS[17]
- Game Informer’s Best Of E3 Awards — лучший шутер[18]
- Русскоязычный сайт GameTech, дочерний проект iXBT.com, назвал Bulletstorm лучшим шутером на Е3[19].
- Kanobu.ru назвал Bulletstorm шутером года.
- Игра заняла второе место в номинации «Шутер года» (2011) журнала «Игромания»[20].
- Генерал Саррано был признан самым харизматичным Антагонистом в конкурсе от Playground.ru